# Butler (Missouri)
Butler is een plaats (city) in de Amerikaanse staat Missouri. Het stadje is de county seat van Bates County.

## Demografie
Bij de volkstelling in 2000 werd het aantal inwoners vastgesteld op 4209. In 2006 is het aantal inwoners door het United States Census Bureau geschat op 4267, een stijging van 58 (1,4%).

## Geografie
Volgens het United States Census Bureau beslaat de plaats een oppervlakte van
10,0 km², geheel bestaande uit land. Butler ligt op ongeveer 265 meter boven zeeniveau.

## Plaatsen in de nabije omgeving
De onderstaande figuur toont nabijgelegen plaatsen in een straal van 24 km rond Butler.

## Geboren in Butler
- Robert Heinlein (1907-1988), sciencefictionschrijver